# Léon Metzler
Léon Metzler (Diekirch, 4 giugno 1896 – 13 marzo 1930) è stato un calciatore lussemburghese, di ruolo attaccante.